# Gambrus bipunctatus
Gambrus bipunctatus är en stekelart som först beskrevs av Tschek 1872.  Gambrus bipunctatus ingår i släktet Gambrus och familjen brokparasitsteklar. Inga underarter finns listade i Catalogue of Life.